# 1974 à Terre-Neuve-et-Labrador
Chronologie de Terre-Neuve-et-Labrador
- 1970
- 1971
- 1972
- 1973
- 1974
- 1975
- 1976
- 1977
- 1978

Cette page concerne des événements survenus en 1974 dans la province canadienne de Terre-Neuve-et-Labrador.

## Politique
- Premier ministre : Frank Moores
- Chef de l'Opposition :
- Lieutenant-gouverneur :
- Législature :

## Naissances
- 15 août : Natasha Henstridge, actrice canadienne née  à Springdale.

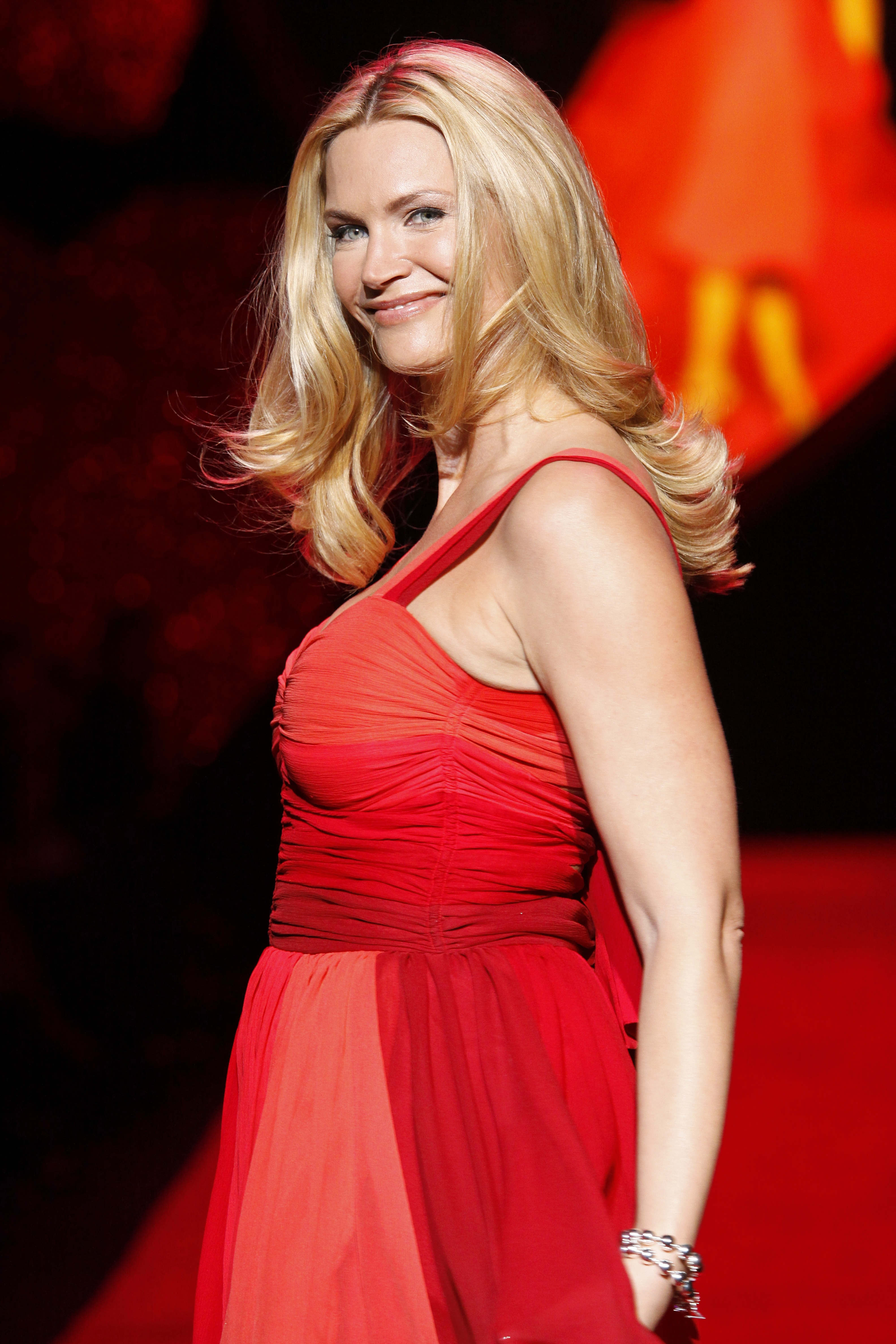
Natasha Henstridge en 2009.

- 28 décembre : Scott Andrews, homme politique né à Saint-Jean de Terre-Neuve, député à la Chambre des communes du Canada pour la circonscription terre-neuvienne d'Avalon de 2008 à 2015.